# Krzyż Żelazny (Belgia)

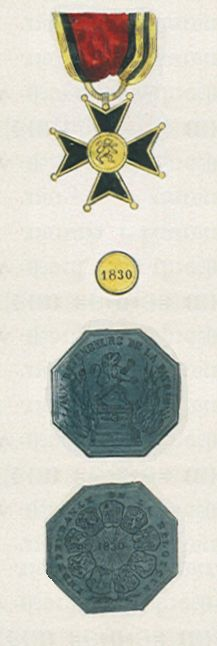
Oznaki belgijskiego Żelaznego Krzyża

Krzyż Żelazny (fr. Croix de fer, nl. IJzeren Kruis) – odznaczenie belgijskie nadawane w latach 1833–1835.

## Historia i insygnia
Walka Belgów o niezależność od Królestwa Zjednoczonych Niderlandów w latach 1830–1832 doprowadziła do ogłoszenia niepodległego państwa, na tron którego powołano jako „króla Belgów” niemieckiego księcia Leopolda z rodu Wettynów, z gałęzi Sachsen-Coburg-Gotha. Nie bez oporu belgijskiego parlamentu (który nie chciał wydatków na sporządzenie insygniów) królowi udało się niedługo po objęciu tronu ustanowić order Leopolda, który otrzymał charakter zarówno orderu domowego jak państwowego odznaczenia za zasługi, oraz, prawie jednocześnie, Krzyż Żelazny – odznaczenie honorowe dla uczestników powstania niepodległościowego i wojny przeciwko królowi Niderlandów Wilhelmowi I.
Król Leopold I ustanowił odznaczenie 30 grudnia 1833, zapożyczając nazwę od owianego nimbem sławy z czasów wojen napoleońskich pruskiego Krzyża Żelaznego. Odznaczenie otrzymało dwie klasy, Krzyż i Medal, otrzymać je mogli „obywatele, którzy w okresie od 25 sierpnia 1830 do 4 lutego 1831 dzielnie walczyli o niepodległość kraju i z zapałem tej sprawie służyli”. Nadano 1635 krzyży i nieznaną liczbę medali.
Oznaki odznaczenia to emaliowany na czarno krzyż maltański ze złotymi brzegami oraz medal. W medalionie środkowym awersu krzyża znajduje się lew z godła państwowego Belgii, w medalionie rewersu data „1830”.
Pierwotne nieprzeznaczone do noszenia, wykonane w żelazie medale są ośmiokątne i mają na awersie lwa belgijskiego otoczonego napisem Aux défenseurs de la Patrie (Obrońcom Ojczyzny), a na rewersie datę „1830” otoczona herbami dziewięciu zbuntowanych niderlandzkich prowincji, które utworzyły Królestwo Belgii. Na rynku numizmatycznym spotyka się niekiedy medale z dorobionym kółkiem, które (wbrew statutom) były noszone na piersi. Odznaczenie noszone było na czerwonej wstążce z obustronnymi żółto-czarno-żółtymi bordiurami.
20 kwietnia 1878 król Leopold II ustanowił nowe odznaczenie dla weteranów walk wyzwoleńczych w 1830, którzy nie otrzymali Krzyża Żelaznego. Nazwano je Croix Commémorative des Volontaires de 1830 (Krzyż Pamiątkowy dla Ochotników z 1830). Był to srebrny, emaliowany na biało krzyż maltański, z lwem belgijskim w medalionie awersu i z datą „1830” w medalionie rewersu, z gałązkami krzyża burgundzkiego między ramionami, noszony na czarnej wstążce z obustronnymi czerwono-żółtymi bordiurami.